# چبیکس، وئیودشیپ پومرانیان غربی
چبیکس، وئیودشیپ پومرانیان غربی (به لاتین: Trzebicz, West Pomeranian Voivodeship) یک سکونتگاه مسکونی در لهستان است که در کمون بیرزونیک واقع شده‌است.